# Clara Tiezzi
Clara Galiani Tiezzi Dias Vaz (Brasília, 14 de julho de 1999) é uma atriz brasileira. Ficou conhecida por ter sido protagonista da série infantil Teca na TV e pelo seu papel em destaque na telenovela Ti Ti Ti como Mabi; esta última lhe garantiu cinco premiações em seis categorias, eleita vencedora em todas. Em 2018, esteve no elenco da série Noobees, da Nickelodeon América Latina, o primeiro trabalho internacional gravado por Tiezzi, cuja personagem também foi dublada pela mesma para exibição no Brasil.
No cinema, deu sua vida à personagem Karina em Confissões de Adolescente; assim como, interpretou Priscila em É Fada.

## Biografia
Filha dos advogados Vanessa Tiezzi e Carlos Otávio Dias Vaz, iniciou sua carreira aos quatro anos de idade no teatro, após se transferir com a família de Brasília para o Niterói. Estreou na televisão em 2007 protagonizando a Teca na série infantil Teca na TV, do Canal Futura. No final do mesmo ano, participou do especial de fim de ano da Rede Globo,  O Segredo da Princesa Lili, como Irvana ainda criança. Em 2009, fez uma participação especial na décima sexta temporada de Malhação.
Em 2010, participou da telenovela Ti Ti Ti interpretando Mabi, cuja personagem foi inspirada na blogueira norte-americana Tavi Gevinson, ícone teen da moda. Seu desempenho na trama resultou em diversas premiações: Entre elas, destaque no Prêmio Arte Qualidade Brasil e Prêmio Contigo de TV, pela categoria de 'Melhor atriz infantil/juvenil' e 'Melhor ator ou atriz mirim', respectivamente. Dois anos depois, foi para a Rede Record para interpretar a personagem Mariana, no elenco da telenovela Rebelde. Em 2013, a atriz retornou a emissora global na vigésima primeira temporada de Malhação, dando vida à personagem Clara.
Em 2014, estreou no cinema em Confissões de Adolescente interpretando Karina, uma garota que muda de estilo após o início do relacionamento. O filme é baseado no livro homônimo de Maria Mariana que também foi adaptado em peça e série de televisão na década de 1990. Dois anos mais tarde, voltaria as telonas no filme É Fada, inspirado no livro Uma Fada Veio Me Visitar, da escritora Thalita Rebouças.
Em 2018, com gravações na Colômbia e em língua castelhana, estreou em seu primeiro trabalho internacional na televisão na série Noobees, do canal Nickelodeon América Latina, interpretando Laura Calles; personagem que também foi dublada pela própria atriz para ser exibido no Brasil. Posteriormente, Clara retornaria na segunda temporada com uma nova aparência; segundo ela, inspirado no cabelo da cantora Shakira. Em 2019, participou das filmagens na Espanha e em Portugal para viver a personagem Bel em Férias em Família, da emissora Multishow. No ano seguinte, fez uma participação especial nos capítulos finais da telenovela Éramos Seis como Emiliana (adulta).

## Filmografia

### Televisão
| Ano       | Título                     | Papel                                       | Notas                       | Ref                  |
| --------- | -------------------------- | ------------------------------------------- | --------------------------- | -------------------- |
| 2007–09   | Teca na TV                 | Teca                                        | Temporada 4                 | [ 4 ] [ 5 ]          |
| 2007      | O Segredo da Princesa Lili | Irvana (criança)                            | Especial de fim de ano      | [ 5 ]                |
| 2009      | Malhação                   | Amiga de Letícia                            | Temporada 16                | [ 6 ]                |
| 2010      | Ti Ti Ti                   | Maria Beatriz Spina (Mabi)                  |                             | [ 23 ]               |
| 2012      | Rebelde                    | Mariana                                     |                             | [ 10 ]               |
| 2013–14   | Malhação Casa Cheia        | Clara                                       | Temporada 21                | [ 11 ]               |
| 2018–2020 | Noobees                    | Laura Calles                                |                             | [ 16 ] [ 17 ] [ 19 ] |
| 2019      | Férias em Família          | Maria Isabel (Bel)                          |                             | [ 20 ] [ 21 ]        |
| 2020      | Éramos Seis                | Emiliana Amaral Marcondes de Bueno (adulta) | Episódios: "26-27 de março" | [ 22 ] [ 24 ]        |
| 2023      | Vai na Fé                  | Talita                                      | Episódios: "01-02 de junho" | [ 25 ]               |

### Cinema
| Ano  | Título                    | Papel    | Ref                  |
| ---- | ------------------------- | -------- | -------------------- |
| 2014 | Confissões de Adolescente | Karina   | [ 12 ] [ 13 ] [ 14 ] |
| 2016 | É Fada!                   | Priscila | [ 15 ] [ 26 ]        |
| 2025 | Viva a Vida               | Débora   | [ 27 ]               |

### Dublagem
| Ano  | Série   | Personagem   | Ref           |
| ---- | ------- | ------------ | ------------- |
| 2019 | Noobees | Laura Calles | [ 18 ] [ 19 ] |

## Prêmios e indicações
Em 30 de novembro de 2010, foi realizado o evento Prêmio Arte Qualidade Brasil, que elege os destaques da televisão e do teatro no país. Clara Tiezzi recebeu o prêmio pela sua personagem Mabi em Ti Ti Ti, na categoria de Melhor atriz infantil/juvenil de telenovela. Em dezembro do mesmo ano, pelo Prêmio Melhores da Revista da TV, a atriz venceu, desta vez na categoria Revelação, com 41,73% de votos dos leitores. Em fevereiro de 2011, pelo prêmio Minha Novela, destaque em duas categorias: Atriz infantil e Revelação (votação popular). No mês seguinte, pelo Melhores do Ano no Domingão do Faustão, Tiezzi é eleita na categoria de Melhor ator ou atriz mirim. Já pelo 13º Prêmio Contigo de TV, foi premiada como Melhor atriz infantil.
| Ano  | Prêmio                           | Categoria                     | Trabalho         | Resultado | Ref                  |
| ---- | -------------------------------- | ----------------------------- | ---------------- | --------- | -------------------- |
| 2010 | Prêmio Arte Qualidade Brasil     | Melhor atriz infantil/juvenil | Mabi em Ti Ti Ti | Venceu    | [ 8 ] [ 28 ]         |
| 2010 | Prêmio Melhores da Revista da TV | Revelação                     | Mabi em Ti Ti Ti | Venceu    | [ 29 ]               |
| 2011 | Minha Novela                     | Atriz infantil                | Mabi em Ti Ti Ti | Venceu    | [ 30 ]               |
| 2011 | Minha Novela                     | Revelação (votação popular)   | Mabi em Ti Ti Ti | Venceu    | [ 30 ]               |
| 2011 | Melhores do Ano                  | Melhor ator ou atriz mirim    | Mabi em Ti Ti Ti | Venceu    | [ 31 ] [ 32 ] [ 33 ] |
| 2011 | Prêmio Contigo! de TV            | Melhor atriz infantil         | Mabi em Ti Ti Ti | Venceu    | [ 9 ] [ 34 ]         |